# Sulina
Sulina là một thị xã thuộc hạt Tulcea, România. Dân số thời điểm năm 2002 là 4624 người.